# 2-エチルリンゴ酸シンターゼ
2-エチルリンゴ酸シンターゼ(2-ethylmalate synthase、EC 2.3.3.6)は、以下の化学反応を触媒する酵素である。
アセチルCoA + 水 + 2-オキソブタン酸{\displaystyle \rightleftharpoons }(R)-2-エチルリンゴ酸 + 補酵素A
従って、この酵素の基質はアセチルCoAと水と2-オキソブタン酸の3つ、生成物は(R)-2-エチルリンゴ酸と補酵素Aの2つである。
この酵素は転移酵素、特にアシル基をアルキル基に変換するアシルトランスフェラーゼに分類される。系統名はアセチルCoA:2-オキソブタン酸 C-アセチルトランスフェラーゼ (チオエステル加水分解, カルボキシメチル形成)(acetyl-CoA:2-oxobutanoate C-acetyltransferase (thioester-hydrolysing, carboxymethyl-forming))である。他にpropylmalate synthaseやpropylmalic synthaseとも呼ばれる。この酵素は、ピルビン酸代謝に関与している。